# Business Express Airlines
Business Express Airlines, a menudo conocida como Business Express o BizEX, fue una aerolínea regional estadounidense fundada como Atlantic Air en 1982. En un esfuerzo por atraer a su clientela predominantemente de viajeros de negocios, la aerolínea adoptó el nombre de Business Express en 1985. En 1986, la aerolínea adquirió Pilgrim Airlines (Groton/New London), que a su vez había adquirido NewAir (New Haven) aproximadamente un año antes. Esto abrió los valiosos mercados de Nueva York y Washington D. C. Poco después, Business Express se convirtió en una de las primeras aerolíneas Delta Connection de Delta Air Lines, junto con Atlantic Southeast Airlines (ASA), Comair y SkyWest Airlines. El eslogan de la compañía era ¡Vuela en los jets de BizEx!.
El designador de tres letras de la OACI de Business Express era "GAA" y su designador de dos letras de la IATA era "HQ". El indicativo de radio era "BizEx".
En un momento, tuvo su sede en Westport, Connecticut. En 1995, BizEx tenía su sede en Portsmouth, New Hampshire. Más adelante, BizEx tenía su sede en Dover, Nuevo Hampshire. En 1998, la aerolínea intentó trasladar su sede y su centro de mantenimiento al lado sur del Aeropuerto Internacional de Portland. Finalmente, la aerolínea no trasladó su sede ni su centro de mantenimiento.

## Historia
Business Express expandió su estructura de rutas existente en Canadá en 1989 mediante la adquisición de Mall Airways, una aerolínea de cercanías con sede en Albany, Nueva York, con rutas a Toronto, Montreal y Ottawa. A mediados de la década de 1990, la aerolínea negoció un segundo acuerdo de código compartido no convencional con Northwest Airlines, convirtiéndose en la filial regional de Northwest Airlink en Nueva Inglaterra y el este de Canadá. En septiembre de 1997, el esquema de marca se expandió para incluir un tercer socio, American Airlines, afiliada primero como American Connection y luego como una aerolínea integral bajo el programa American Eagle. Estas nuevas afiliaciones fueron parte de un plan de expansión más amplio que incluyó vuelos de mayor alcance más allá del noreste, una mejor integración del banco de vuelos de la línea principal y la operación de aviones a reacción.

## '¡Vuela en los jets de BEX!'
La era de los jets comenzó, aunque de forma tímida, en Business Express tras la adquisición de Pilgrim Airlines en 1986; mediante esta transacción, la aerolínea en crecimiento adquirió un único avión a reacción Fokker F28 Fellowship bimotor, pero BizEx decidió no operarlo debido a preocupaciones sobre su rentabilidad.[cita requerida]
En 1992, la aerolínea adquirió cinco aviones regionales a reacción British Aerospace BAe 146-200 de 69 pasajeros provenientes de Discovery Airways y realizó un pedido de veinte nuevos Avro RJ70 ese mismo año, los cuales comenzaron a incorporarse a la flota en 1993. El Avro RJ70 era una versión mejorada del BAe 146.
A mediados de la década de 1990, Business Express se convirtió en la primera aerolínea regional Delta Connection en operar aviones a reacción, anticipándose a las entregas de los Canadair y Embraer Regional Jet para Atlantic Southeast Airlines, Comair y SkyWest Airlines. Las rutas a reacción incluían servicio internacional de alimentación hacia el centro de operaciones transatlántico de Delta en JFK, con vuelos hacia Aeropuerto Internacional Cleveland Hopkins y Aeropuerto Metropolitano del Condado de Wayne de Detroit.
Los servicios con base en Boston incluían rutas a lo largo de la Costa Este hacia Baltimore, Norfolk y Richmond. Aunque era muy deseado, Business Express no pudo operar el BAe 146 en la lucrativa ruta entre Boston Logan y Washington National debido a restricciones de franjas horarias para aeronaves de cuatro motores, lo cual fue una de las razones principales por las que estos aviones no lograron convertirse en generadores significativos de ingresos para la aerolínea.
En un esfuerzo por establecer una identidad regional más fuerte, Business Express lanzó en 1994 el programa '¡Vuela en los jets de BEX!' en la ruta entre Boston y Baltimore-Washington. La agresiva campaña de marketing ofrecía cupones de vuelos ida y vuelta gratuitos por cada viaje de ida y vuelta realizado en aviones BAe-146. El programa fue popular y aumentó la notoriedad de la aerolínea, pero no logró generar ingresos significativos.
Siguiendo su estrategia radial de desarrollo de rutas, Business Express lanzó en 1994 el servicio al Aeropuerto Internacional General Mitchell de Milwaukee, compitiendo directamente con Midwest Express. La aerolínea operó dos vuelos diarios sin escalas en ese mercado con aviones Avro RJ70 de 70 pasajeros, pero generó un tráfico de pasajeros inferior al esperado y suspendió el servicio en enero de 1995. Aparte de su acuerdo de código compartido independiente con Northwest Airlink en el servicio entre Mineápolis y Aspen/Snowmass, Milwaukee fue el destino más occidental del sistema totalmente integrado de BEX. Su mercado, severamente afectado por las condiciones climáticas en el Noreste, Canadá y el Medio Oeste, hacía que las rutas hacia el Sur fueran atractivas y potencialmente viables. Sin embargo, Business Express no pudo penetrar los mercados turísticos del Sur debido a la superposición con otros operadores de Delta Connection en Cincinnati y Atlanta. La aerolínea carecía de una verdadera "alimentación" hacia uno de los principales hubs de Delta. Limitada por una feroz competencia en el Noreste y por la falta de mercados viables, Business Express no pudo identificar un mercado consistentemente rentable para sus aviones a reacción. La aerolínea nunca recibió la entrega completa del pedido de Avro RJ70. Los BAe146-200 fueron reemplazados por cinco Avro RJ70 que operaron principalmente en las rutas entre Nueva York, Cleveland y Detroit, así como entre Boston y Baltimore, Norfolk y Richmond.
Con el lanzamiento del programa de jets, se inició una renovación interior totalmente integrada a partir de 1993. La configuración de asientos presentaba un distintivo patrón de franjas horizontales grises sobre grises con acentos en rojo. Eventualmente, todos los aviones Saab 340 fueron equipados con la misma tapicería estándar utilizada en los jets BAe 146-200. Aunque distintiva, esta tapicería fue reemplazada por asientos de cuero a partir de 1997. Los aviones Saab 340 fueron readaptados con asientos de cuero azul de perfil más delgado y diseño ergonómico avanzado. Estos aviones se integraron a la flota de American Eagle, proporcionando alimentación de pasajeros para American Airlines con interiores comparables a los de su flota existente.

## Expansión de centros
Business Express emprendió una importante expansión de rutas y flota a partir de 1993, aunque sus instalaciones en los aeropuertos de Boston-Logan, y los aeropuertos LaGuardia y John F. Kennedy de Nueva York no pudieron acomodar de manera efectiva el aumento en el número de embarques de pasajeros y movimientos de aeronaves. En mayo de 1995, la aerolínea inauguró una gran expansión y renovación de su principal centro de operaciones para pasajeros en Boston Logan. Negociadas como un arrendamiento directo con Massport, estas tan esperadas mejoras de las instalaciones incrementaron sustancialmente el espacio de puertas de embarque y plataformas en la terminal "C". Las mejoras incluyeron mayor cumplimiento de la Ley de Estadounidenses con Discapacidades, nuevos ascensores en la zona aire, señalización mejorada y renovación de todas las áreas de espera para pasajeros. La expansión del área de puertas permitió a la aerolínea reducir los embarques remotos en autobuses, logrando que el 80 % de las salidas diarias fueran atendidas directamente desde la terminal.
El servicio se incrementó hacia Bangor y Portland, en Maine, utilizando jets Avro RJ-70 y aviones Saab 340. También se añadió servicio adicional de ida y vuelta entre Boston Logan y el Aeropuerto Nacional de Washington, alcanzando un total de cinco vuelos diarios, además de los tres vuelos diarios operados por Delta. En ese momento, Business Express era la aerolínea más grande de Boston, con 158 salidas diarias.
Operando como Northwest Jetlink, Business Express Airlines inició servicios hacia Aspen/Snowmass desde el Minneapolis/St. Paul International Airport durante la temporada de esquí de 1995-1996 en nombre de Northwest Airlines mediante un acuerdo de código compartido. La aerolínea ofreció dos vuelos diarios sin escalas utilizando aviones jet Avro RJ70 de 69 pasajeros. Estos vuelos requerían el traslado estacional de aeronaves dedicadas y estaban programados para coordinarse con las franjas de vuelos de Northwest Airlines desde su hub en Minneapolis/St. Paul.
En noviembre de 1998, Business Express Airlines anunció el inicio de servicios entre el Aeropuerto Regional del Norte de Maine en Presque Isle, Maine, y Boston Logan, con cuatro vuelos diarios de ida y vuelta.

## Compra por AMR
En diciembre de 1998, Business Express Airlines anunció que AMR Eagle Holding Corp., una unidad de AMR Corporation y matriz de American Eagle Airlines y Executive Airlines, adquiriría la aerolínea. Business Express operaba como filial de American bajo la marca American Connection en el Aeropuerto Internacional Logan de Boston desde hacía tan solo dieciséis meses antes de este anuncio. Todas las acciones de Business Express, propiedad privada, fueron adquiridas por AMR Eagle Holding a varios accionistas, entre ellos la firma de inversión Dimeling, Schreiber & Park, con sede en Filadelfia. No se revelaron los términos específicos del acuerdo.
El acuerdo fue una operación lucrativa para American Airlines, que, al igual que AMR Eagle Holdings, también era filial de AMR Corporation, al ofrecer a la aerolínea oportunidades de acceso a puertas privilegiadas y franjas horarias de aterrizaje en los aeropuertos Boston Logan, LaGuardia de Nueva York y Washington National, además de la adquisición de un pedido pendiente de aviones Embraer ERJ 135. La aerolínea tenía veinte pedidos en firme y cuarenta opciones para equipos Embraer, con las primeras entregas programadas para agosto de 1999. A finales de 1999, Business Express comenzó a devolver sus cuarenta y tres aviones Saab 340, incluyendo veintitrés modelos A y veinte modelos B, a su arrendador. El 1 de diciembre de 2000, la aerolínea dejó de existir de forma independiente cuando las operaciones se transfirieron a American Eagle. Uno de los últimos vuelos fue un trayecto desde el centro de operaciones de Boston Logan hasta la base de mantenimiento en Bangor, Maine.
- Fundada como Atlantic Air en 1982.
- Adquirió Pilgrim Airlines en febrero de 1986. La adquisición incluyó el avión turbohélice Fokker F27 y el avión a reacción Fokker F28 (Pilgrim Airlines había adquirido previamente New Haven Airways (dba NewAir).
- Adquirió Mall Airways en septiembre de 1989.
- Adquirió los aviones turbohélice Beechcraft 1900 y Saab 340 de Brockway Air en diciembre de 1989.
- Adquirió cinco aviones a reacción BAe-146 en 1992 (anteriormente aviones Discovery Airways). Estos distintivos aviones a reacción de cuatro motores operaron en los siguientes pares de ciudades:

Nueva York JFK-Cleveland, Nueva York JFK-Detroit, Boston-Milwaukee, Boston-Norfolk, Boston-Richmond,  Boston-Baltimore, Boston-Bangor, Boston-Portland, Boston-Nantucket (estacional), Baltimore-Nantucket (estacional).

## Destinos servidos
- Colorado
  - Aspen (Aeropuerto del Condado de Pitkin)
- Connecticut
  - Bridgeport (Aeropuerto Memorial Igor I. Sikorsky)*
  - Groton/Nueva Londres (Aeropuerto Groton-New London)*
  - Hartford (Aeropuerto Internacional Bradley)
  - Hartford (Aeropuerto Hartford-Brainard)
  - New Haven (Aeropuerto Tweed-New Haven)
- Maine
  - Augusta (Aeropuerto Estatal de Augusta)
  - Bangor (Aeropuerto Internacional de Bangor)
  - Portland (Jetport Internacional de Portland)
  - Presque Isle (Aeropuerto Regional del Norte de Maine en Presque Isle)
- Maryland
  - Baltimore (Aeropuerto Internacional Thurgood Marshall de Baltimore/Washington)
- Massachusetts
  - Boston (Aeropuerto Internacional Logan)
  - Hyannis (Aeropuerto Municipal de Barnstable)
  - Martha's Vineyard (Aeropuerto de Martha's Vineyard)
  - Nantucket (Aeropuerto Memorial de Nantucket)
- Michigan
  - Detroit (Aeropuerto Metropolitano del Condado de Wayne de Detroit)
- Minnesota
  - Minneapolis/Saint Paul (Aeropuerto Internacional de Minneapolis–Saint Paul)
- Nuevo Hampshire
  - Lebanon (Aeropuerto Municipal de Lebanon)
  - Manchester (Aeropuerto Regional Manchester-Boston)
- Nueva Jersey
  - Newark (Aeropuerto Internacional Libertad de Newark)
- Nueva York
  - Albany (Aeropuerto Internacional de Albany)
  - Buffalo (Aeropuerto Internacional Buffalo Niagara)
  - Islip (Aeropuerto Long Island MacArthur)
  - Newburgh (Aeropuerto Internacional Stewart)
  - Ciudad de Nueva York
    - (Aeropuerto Internacional John F. Kennedy)
    - (Aeropuerto LaGuardia)

  - Rochester (Aeropuerto Internacional Greater Rochester)
  - Syracuse (Aeropuerto Internacional Syracuse Hancock)
  - White Plains (Aeropuerto del Condado de Westchester)
- Nuevo Brunswick, Canadá
  - Moncton (Aeropuerto Internacional de Moncton)
  - Saint John (Aeropuerto de Saint John)
- Nueva Escocia, Canadá
  - Halifax (Aeropuerto Internacional Halifax Stanfield)
- Ohio
  - Cleveland (Aeropuerto Internacional Cleveland Hopkins)
- Ontario, Canadá
  - Toronto (Aeropuerto Internacional Toronto Pearson)
- Quebec, Canadá
  - Montreal (Aeropuerto Internacional Montréal–Trudeau)
  - Montreal (Aeropuerto Internacional Montréal–Mirabel)*
  - Ciudad de Quebec (Aeropuerto Internacional Jean Lesage de la Ciudad de Quebec)
- Pensilvania
  - Filadelfia (Aeropuerto Internacional de Filadelfia)
- Rhode Island
  - Providence (Aeropuerto Internacional T. F. Green de Rhode Island)
- Vermont
  - Burlington (Aeropuerto Internacional de Burlington)
- Virginia
  - Richmond (Aeropuerto Internacional de Richmond)
  - Norfolk (Aeropuerto Internacional de Norfolk)
  - Washington D. C. (suburbios)
    - (Aeropuerto Internacional Washington-Dulles)
    - (Aeropuerto Nacional Ronald Reagan de Washington)
- Wisconsin
  - Milwaukee (Aeropuerto Internacional Milwaukee Mitchell)

Los aeropuertos marcados con (*) ya no cuentan con servicio aéreo programado.

## Flota

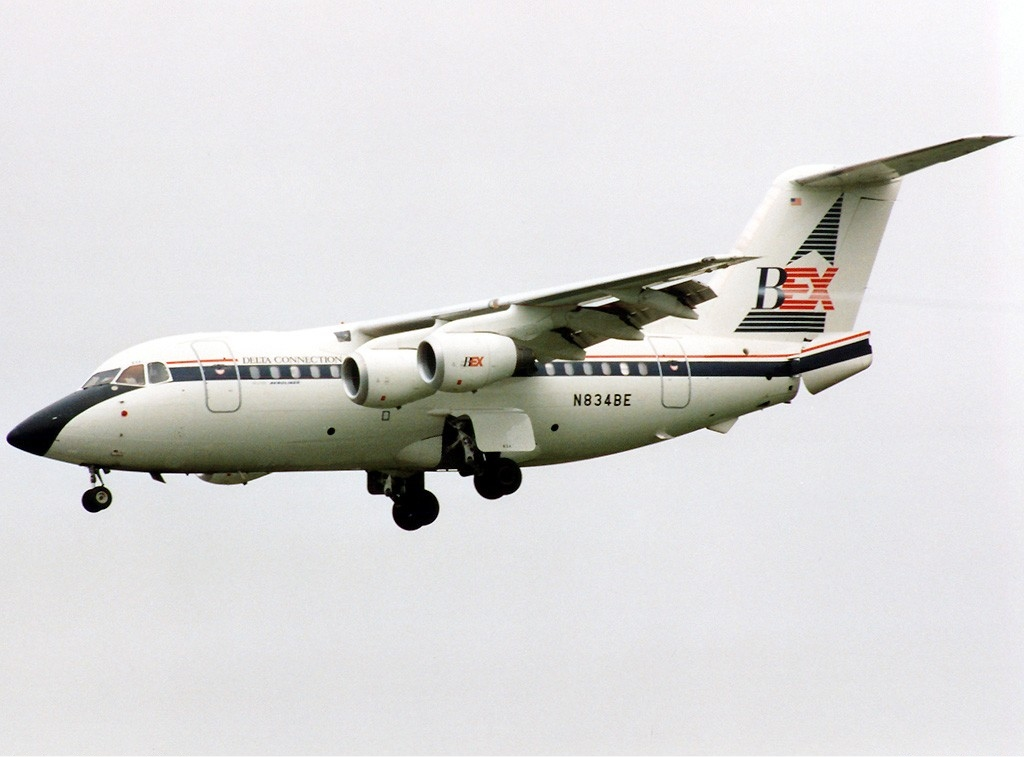
Un Avro RJ70 de Business Express Airlines

- Piper PA-31 Navajo - Flota original de Business Express cuando la compañía fue fundada a partir de Atlantic Air.
- Beechcraft Model 99 - Retirado en 1986 poco después de la llegada de los Beech 1900.

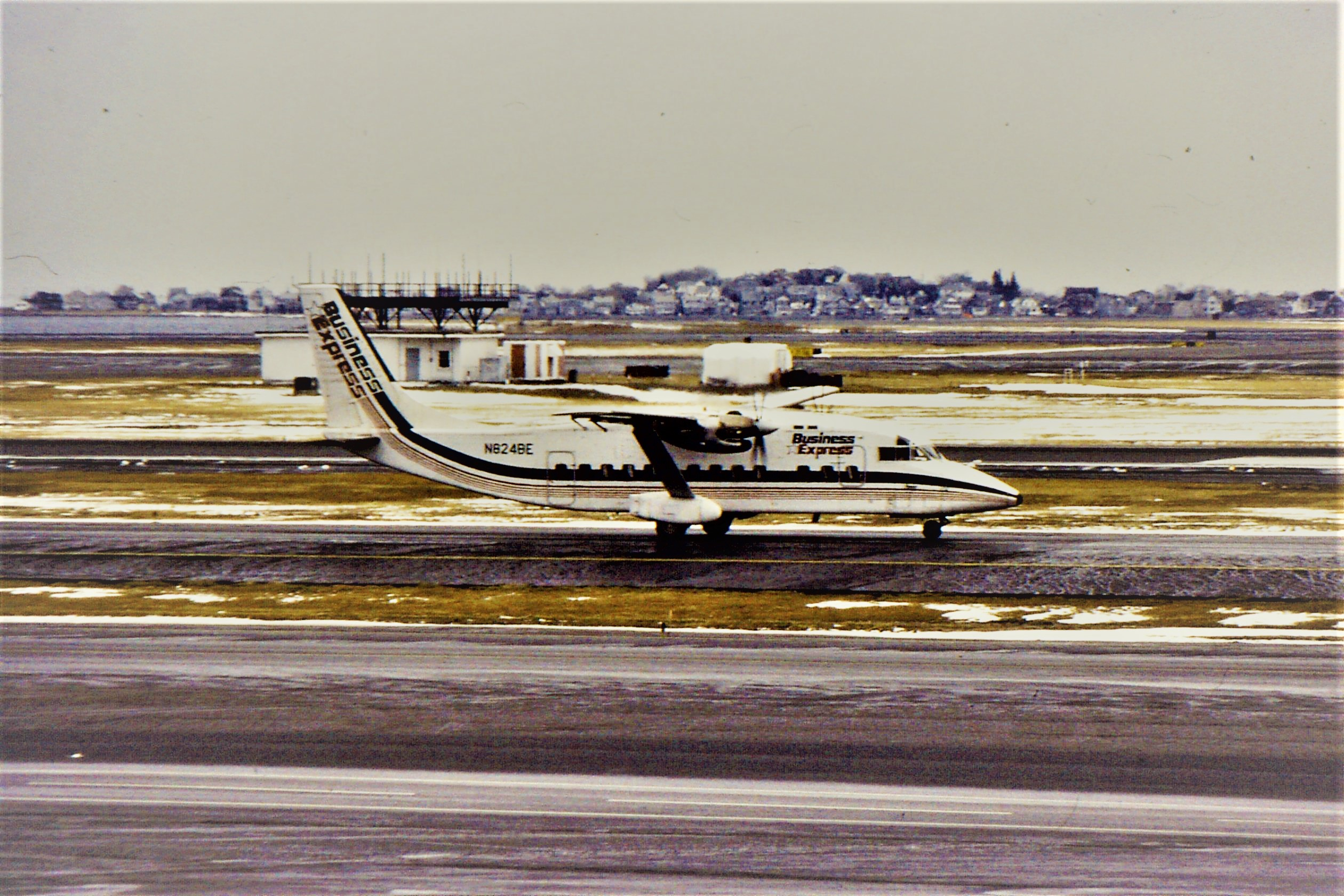
Un Shorts 360 de Business Express

- Beechcraft 1900 - Dos adquiridos en la compra de Mall Airways en septiembre de 1989 (N15394 y N15503). Otros operados, algunos adquiridos nuevos, otros usados a través de la compra de antiguos aviones de Brockway.
- Short 360 - 4x 360-200 y 8x 360-300.
- Saab 340 - Algunos adquiridos de Brockway Air.
- Fokker F27 - Adquirido con la compra de Pilgrim Airlines.
- Fokker F28 - Adquirido con la compra de Pilgrim Airlines, pero nunca operado.
- de Havilland Canada DHC-6 Twin Otter - Adquirido con la compra de Pilgrim Airlines, pero nunca operado.
- BAe 146-200 - Cinco aviones provenientes de Discovery Air. Operados mientras se esperaba la entrega de la flota RJ70.
- Avro RJ70 - Reemplazó la flota BAe 146-200.

## Accidentes e incidentes
- 10 de febrero de 1970: El N124PM, un Turbo Prop De Havilland DHC-6, Twin Otter, cayó en el Long Island Sound cerca de Waterford, Connecticut, aproximadamente dos horas después de haber despegado del Aeropuerto Trumbull con destino al Aeropuerto JFK. Tras ser retenido en el área de Nueva York por un período prolongado, el vuelo 203 de Pilgrim Airlines se desvió al Aeropuerto Tweed New Haven, donde intentó y falló una aproximación por instrumentos. La aeronave amerizó en el Sound cuando intentó regresar al Aeropuerto Trumbull. Las 5 personas a bordo fallecieron. La NTSB determinó que la causa probable del accidente fue agotamiento de combustible y error del piloto.[6]
- 21 de febrero de 1982 → Vuelo 458 de Pilgrim Airlines
- 13 de enero de 1984: El vuelo 35 de Pilgrim Airlines, N148PM, un Fokker F27. Al levantar el tren de aterrizaje tras el despegue por la pista 04L del JFK, la hélice del motor no. 1 se puso en bandera automáticamente. Se redujo la potencia del motor no. 1, pero luego el motor no. 2 sufrió una pérdida de potencia. Se volvió a extender el tren de aterrizaje, pero la aeronave tocó la pista antes de que el tren estuviera completamente desplegado. La aeronave derrapó 1.200 pies antes de detenerse cerca de la intersección de la calle de rodaje G y la pista 04L, a 104 pies al costado de la pista.
- 28 de diciembre de 1991: El N811BE, un Beechcraft 1900, se perdió cerca de Block Island, RI durante un vuelo de entrenamiento nocturno. El instructor (John E. Murphy) y dos capitanes en entrenamiento (Michael "Mickey" Kane y Michael Lurie) fallecieron. Aunque la causa probable de la NTSB atribuyó el accidente a errores del instructor,[7] una investigación posterior por parte de la Airline Pilots Association (ALPA) planteó la posibilidad de una falla catastrófica de la estructura de la aeronave. ALPA solicitó a la NTSB reabrir la investigación en 1997, pero hasta la fecha, la Junta de Seguridad no ha tomado acción.[8]
- 17 de julio de 1996: El N832BE, un AVRO 146-RJ70A, tocó tierra 2.500 pies después del umbral de la pista y salió del extremo de la pista de 7.000 pies, deteniéndose 300 pies más allá. No hubo heridos ni fallecidos.